# Edil
El edil (en latín: ædile; plural: ædiles) fue un magistrado de la Antigua Roma.

## Origen
Además de Roma, hay vestigios de un colegio de tres ediles en Tusculum y en otras ciudades volscias posteriormente latinizadas (Arpino, Fondi, Formia), y de parejas de ediles en el gobierno octumviro de otras ciudades predominantemente sabinas (Amiternum, Nursia, Trebula Mutuesca, Interamnia Praetuttianorum, Plestia); mientras que para los primeros se comprueba la originalidad del instituto, para los segundos es posible una importación romana (en la propia Roma el edil no es original ya que inicialmente estaba formado por funcionarios plebeyos y no por magistrados cívicos). Posteriormente también fueron exportados a las provincias romanas.

## Historia

### Ediles plebeyos
Originalmente existían dos ediles plebeyos (en latín: aediles plebis), cargo reservado a las personas de origen plebeyo, eran elegidos anualmente por los plebeyos reunidos en el concilium plebis. Fueron instituidos por primera vez el año 493 a. C.
Su misión original consistía en atender el mantenimiento de los templos plebeyos a las órdenes de los tribunos de la plebe, con el tiempo adquirieron tareas civiles adicionales, como la aplicación de las sentencias de los tribunos de la plebe de los que constituían una especie de secretarios.
Era una concesión política a su clase que les permitía ascender en el cursus honorum a través de un puesto que suponía un menor coste económico, ya que no tenían que pagar la organización de los juegos.
A partir del 471 a. C., con la promulgación de la Lex Publilia Voleronis, los ediles fueron elegidos por los Comitia Populi Tributa.
Después de las leges Liciniae Sextiae, 367 a. C., asumieron funciones similares a las de los ediles curules. Al estar vinculado al tribunado de la plebe, no formaba parte del cursus honorum. Eran elegidos únicamente por los plebeyos.

### Ediles curiles
Edil curul, cargo al que podían optar los patricios y los plebeyos, nacido a imagen de los ediles plebeyos. Se encargaba, entre otras tareas, de la organización de los juegos, de la vigilancia de pesos y medidas en los mercados, y de resolver los pleitos menores relacionados con el comercio, siempre bajo la supervisión del pretor urbano. Era un escalón del cursus honorum. Eran elegidos por todos los ciudadanos. Fueron instituidos en el año 366 a. C.
La edilidad fue abolida en el siglo III.
Este término se usa actualmente en Uruguay para denominar a los funcionarios electos de las Juntas Departamentales y también en Colombia para denominar a los Ediles electos de las Juntas administradoras locales.[cita requerida]
En español el término edil es sinónimo de concejal, cada uno de los miembros de la corporación municipal.